# 塞巴斯蒂安·斯奎拉奇
塞巴斯蒂安·斯奎拉奇（法語：Sébastien Squillaci，1980年8月11日—），法国足球运动员。

## 生平
這名司職後防的球會早年是在法甲球會摩纳哥，一打便打了差不多十年。在此期間他共為摩納哥上陣170場，並取得過15個入球。至2006年他開始轉投法甲冠軍里昂，其間他成為兩屆法甲聯賽冠軍成員（2006-07、2007-08）。
2008年加盟西甲球隊西維爾。2010年8月23日，阿仙奴從西維爾羅致了史基拉斯，雖然已達30歲，仍獲領隊雲加給予三年合約。
他於2004年開始入選國家隊，至今共上陣了13場，但沒有出席2006年世界盃。

## 榮譽
阿些斯奧
- Division 2: 2001–02

摩納哥
- Coupe de la Ligue: 2002–03

里昂
- 法甲：2006-07、2007-08
- 法國盃: 2007–08
- Trophée des Champions: 2006

西維爾
- 西班牙國王盃: 2009–10

阿仙奴
- 英格蘭聯賽盃亞軍: 2010–11[3]

個人
- UNFP Ligue 1 Team of the Year: 2003–04[4]